# Khuen-Héderváry Károly (miniszterelnök)
Hédervári gróf Khuen-Héderváry Károly (Gräfenberg, Osztrák Császárság, 1849. május 23. – Budapest, Ausztria–Magyarország, 1918. február 16.), a magyar főnemesi Khuen-Héderváry-ház alapítója, politikus, Győr vármegye főispánja, előbb Horvát-Szlavónország bánja, majd a Magyar Királyság miniszterelnöke először 1903 júniusa és novembere között, majd 1910 és 1912 között, valamint a király személye körüli miniszter az első Tisza István-kormányban. Az Aranygyapjas rend lovagja.

## Családja
A sziléziai Gräfenbergben (mai nevén Lázně Jeseník; németül Freiwaldau – a város jelenleg Csehországhoz tartozik) született 1849-ben. Édesapja osztrák származású belasi Khuen Antal (1817–1886) gróf, édesanyja monostori és komlósi Izdenczy Angelika (1823–1894) bárónő volt. Az apai nagyszülei idősebb belasi Khuen Antal, földbirtokos és gróf Viczay Karolina voltak. Az anyai nagyszülei báró monostori és komlósi Izdenczy József (1790–1868), országgyűlési követ, földbirtokos és gyulavarsándi Névery Mária voltak. Khuen-Héderváry Károly szülei házasságából tíz gyermek született, akik közül hárman kiskorukban meghaltak: Egon (1848–1850), Irma (1853–1859) és Paula (1866–1867). Hét felnőttkort megért gyermekük:
- Károly
- Alice (1850–1879), Zichy Zsigmond, császári és királyi kamarás és főhadnagy neje, akivel 1877. január 8-án kelt egybe.
- Antal (1852–1890), császári és királyi kamarás, a horvát országgyűlés tagja, neves építész
- Angelika (1855–1918), aki 1887-ben Lodron-Laterano Albert felesége lett.
- Margit (1856–1920), aki Vay Tibor felesége lett.
- Henrik (1860–1928), császári és királyi kamarás és főhadnagy a lovastestőrségnél
- Szabina (1863–1942), aki 1883-ban Woracziczky János felesége lett.

Az utolsó Viczay gróf, Viczay Héder végakaratának megfelelően és legfelsőbb határozattal (kelt Bécsben, 1874. december 5-én) Károly engedélyt kapott a névmagyarosítás jegyében a Khuen-Héderváry kettős név viselésére, előnevét belásiról hédervárira cserélte, címerét pedig a két család címeréből állította össze. Khuen Károly anyai nagyanyja Viczay Karolina, aki egyben Viczay Héder nagynénje is volt. Emellett más családi kapcsolat is volt a két család között, Viczay Héder testvére, Viczay Károly (1802–1867) Khuen-Héderváry Károly nagynénjét, Khuen Máriát (1811–1848) vette feleségül.

## Pályája

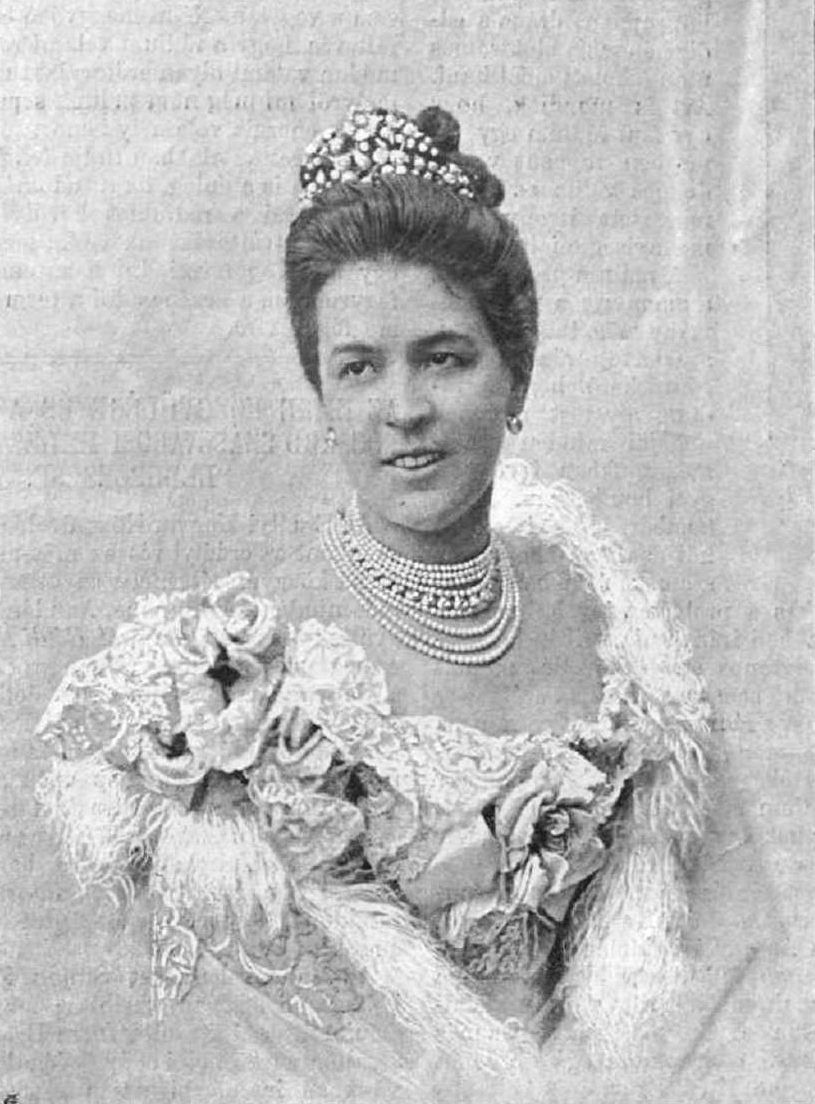
Neje, széki gróf Teleki Margit

Középiskolai tanulmányait a pesti piarista és a pécsi ciszterci gimnáziumban végezte, majd érettségi után a zágrábi jogakadémiát hallgatta. A doktorátus megszerzése után patvarista lett a zágrábi törvényszéknél. Szerém vármegye szolgálatában az 1870-es években a közigazgatási pályára lépett.
Az 1874. december 5-én Bécsben kelt legfelsőbb határozat alapján, az utolsó loósi és hédervári gróf Viczay (Viczay Héder) után családneve mellé felvette a Héderváry nevet, a belási nemesi előnevet pedig hédervárira cserélte, valamint a Khuen család címerét egyesítette a Viczay családéval.
A Szabadelvű Párt jelöltjeként a győrsziget választókerületben szerzett mandátumot 1875-ben és 1878-ban. 1880. szeptember 6-án feleségül vette széki gróf Teleki Margit (1860–1922) csillagkeresztes és palotahölgyet, akitől két fia született: Sándor (1881–1946) és Károly (1888–1960).
Az uralkodó 1882. január 1-jén kinevezte Győr vármegye főispánjává, beiktatása február 6-án történt, ahol árvizek idején elsőrendű irányító tehetségnek bizonyult. Hogy rendezze az ottani anarchikus viszályokat, Horvát-, Szlavón- és Dalmátország bánjává történő kinevezést kapott 1883. december 1-jén, és ezt húsz éven keresztül megtartotta. Ezzel egy időben elnyerte a valóságos belső titkos tanácsosi és a császári és királyi kamarási címet. Csakhamar bekerült a horvát országgyűlésbe, onnan pedig a magyarba. A kezdeti nehézségekkel szerencsésen és erélyesen megküzdött, lecsillapította a felizgatott kedélyeket, rendezte a zilált horvát pártviszonyokat, megszilárdította a magyar állameszmét, megteremtette a Horvát Nemzeti Pártot, nagy reformokat hajtott végre különösen a közigazgatás és a tanügy terén. A horvátok számára azonban hátrányos intézkedésekkel érte el ezeket: Horvátországban erőszakos magyarosítást hajtott végre, a magyar nemzeti szimbólumok elterjesztésével és a magyar nyelv használatának kiterjesztésével. Ellenzékét a horvát–szerb ellentétek szításával gyengítette. A horvátországi választójogi törvényt módosította: szűkítette a választásra jogosultak körét, ezzel biztosítva uralmát. A magyarosító politika ellen több tüntetés volt, ezek közül a legjelentősebb: a császár 1895-ös zágrábi látogatása során egy csoport horvát diák felgyújtotta a magyar zászlót, nacionalista jelszavakat skandálva, így tiltakozva a magyarosítás ellen.
Érdemeiért a király több kitüntetéssel – 1885-ben az első osztályú Vaskorona-renddel, 1891-ben az Aranygyapjas renddel, valamint 1910-ben a Szent István-rend nagykeresztjével – ismerte el munkáját.
1894. május végén a főrendiházban fölszólalt az egyházpolitikai törvény mellett. Az első Wekerle-kormány május 31-ei lemondása után a király őt nevezte ki miniszterelnöknek, de mivel a Szabadelvű Párt határozottan Wekerle Sándor mellett foglalt állást, ezért kabinetalakításáról kénytelen volt lemondani, és Ferenc József június 9-én ismét a lemondott kormányt léptette hivatalba. Hasonló szituáció történt, amikor Wekerle és kormánya – most már véglegesen – lemondott: ismét őt szignálták miniszterelnöknek, de végül Bánffy Dezső alakíthatott kormányt.
Mikor a függetlenségi obstrukció Széll Kálmán kormányát megbuktatta, az uralkodó 1903. június 27-én végre őt tette az ország élére, valamint megbízta az újonctöbblet követelésének elejtésével, hogy teremtse meg a békét, és vezesse ki az országot a rossz költségvetési állapotból. A célul tűzött feladatokat azonban nem sikerült teljesítenie, és alig öt hónappal később, november 3-án távozni kényszerült a miniszterelnöki székből.
Ezután, még egyszer nyílott lehetősége kormányt alakítani, 1910. január 17-én, de már a Nemzeti Munkapárt színeiben, aminek egyik alapítója volt. A parlamentben gyakran erőszakos eszközökkel harcolt az ellenzék ellen, aminek következtében végül 1912. április 22-én lemondani kényszerült.

## Házassága és leszármazottjai
1880. szeptember 6-án Gyömrőn feleségül vette a magyar főnemesi széki Teleki Margit grófnőt (Gyömrő, 1860. december 2. – Budapest, 1922. január 26.), csillagkeresztes palotahölgyet, akinek a szülei széki Teleki Sándor gróf (1829–1875), aranysarkantyús vitéz, a Szent István rend és a Johannita rend lovagja, nagybirtokos, és gróf széki Teleki Jozefina (1838–1915), az Országos Nőképző Egyesület örökös díszelnöke voltak. Khuen-Héderváry Károly gróf és széki Teleki Margit grófnő frigyéből született:
- Khuen-Héderváry Sándor (Hédervár, 1881. június 16. – Szentendre, 1946. október 15.) császári és királyi kamarás, magyar királyi titkos tanácsos, hivatásos diplomata, nagybirtokos, a III. osztályú Vaskora rend, illetve a Ferenc József-rend lovagkeresztje tulajdonosa. Felesége: alsóeőri Farkas Anna (Mocsa, Komárom vármegye, 1892. július 11. – ?)
- ifjabb Khuen-Héderváry Károly (Hédervár, 1888. december 16. – Budapest, 1960. június 1.), a felső dunántúli mezőgazdasági kamarák és a Szigetközi Árvízmentesítő Társulat elnöke, a Felsőház tagja, nagybirtokos. 1.f.: Nemes Margit (Temesvár, 1905. február 6. – ?). 2.f.: báró Lidelof Sarolta.